# Sorgo
Sorgo je priimek več znanih Slovencev:
- Maks Sorgo (1918—1944), pesnik
- Maks Sorgo (1870—1950), pesnik